# Lijst van voetbalinterlands Antigua en Barbuda - Britse Maagdeneilanden
Deze lijst van voetbalinterlands is een overzicht van alle officiële voetbalwedstrijden tussen de nationale teams van Antigua en Barbuda en de Britse Maagdeneilanden. De landen speelden tot op heden een keer tegen elkaar. Die ontmoeting, een vriendschappelijke wedstrijd, vond plaats in Saint John's op 22 maart 2015.

## Wedstrijden
| № | Plaats       | Datum         | Competitie        | Wedstrijd                                   | Uitslag |
| - | ------------ | ------------- | ----------------- | ------------------------------------------- | ------- |
| 1 | Saint John's | 22 maart 2015 | Vriendschappelijk | Antigua en Barbuda − Britse Maagdeneilanden | 1 − 0   |

## Samenvatting
| Competitie        | Totaal gespeeld | Winst Antig. en Barb. | Gelijk | Winst Br. Maagdeneil. | Doelsaldo Antig. en Barb. – Br. Maagdeneil. |
| ----------------- | --------------- | --------------------- | ------ | --------------------- | ------------------------------------------- |
| Vriendschappelijk | 1               | 1                     | 0      | 0                     | 1 − 0                                       |
| Totaal            | 1               | 1                     | 0      | 0                     | 1 − 0                                       |

Wedstrijden bepaald door strafschoppen worden, in lijn met de FIFA, als een gelijkspel gerekend.
ABFA · A-internationals · Vrouwenelftal van Antigua en Barbuda
Amerikaanse Maagdeneilanden ·
Anguilla ·
Aruba ·
Bahama's ·
Barbados ·
Bermuda ·
Britse Maagdeneilanden ·
Cuba ·
Curaçao ·
Dominica ·
Dominicaanse Republiek ·
El Salvador ·
Estland ·
Grenada ·
Guatemala ·
Guyana ·
Haïti ·
Hongarije ·
Jamaica ·
Kaaimaneilanden ·
Montserrat ·
Nederlandse Antillen ·
Puerto Rico ·
Saint Kitts en Nevis ·
Saint Lucia ·
Saint Vincent en de Grenadines ·
Suriname ·
Trinidad en Tobago ·
Verenigde Staten
BVIFA · A-internationals · vrouwenelftal
Amerikaanse Maagdeneilanden ·
Anguilla ·
Antigua en Barbuda ·
Aruba ·
Bahama's ·
Barbados ·
Bermuda ·
Cuba ·
Curaçao ·
Dominica ·
Dominicaanse Republiek ·
Grenada ·
Guatemala ·
Haïti ·
Kaaimaneilanden ·
Montserrat ·
Puerto Rico ·
Saint Kitts en Nevis ·
Saint Lucia ·
Saint Vincent en de Grenadines ·
Suriname ·
Trinidad en Tobago ·
Turks- en Caicoseilanden